# 殭屍恆星
殭屍恆星是一種假設的結果，是不會將祖恆星完全摧毀的Iax超新星所留下的殘骸。Iax超新星類似Ia超新星，但是它的噴發物速度較低，光度也較暗淡。科學家認為Iax超新星約佔Ia超新星的5%至30%。已有30顆超新星屬於此一類別。
聯星系統中有一顆白矮星和一顆伴星，白矮星會從伴星竊取質量。通常白矮星會達到臨界質量，因此核融合反應使它爆炸，並且完全消散掉。但Iax超新星，只有約一半的質量會丟失。

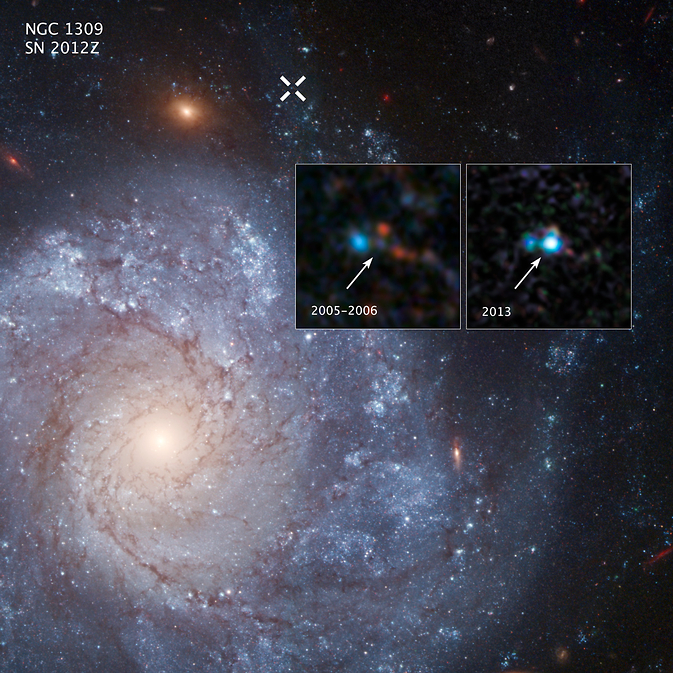
在NASA的哈伯太空望遠鏡拍攝的螺旋星系NGC 1309內的兩張插圖顯示捕獲到SN 2012Z在爆發前和爆發後的影像。主圖像頂部，白色X標記的位置是這顆超新星殘骸在星系中的位置。

## 觀測的實例
在星系NGC 1309的超新星SN 2012Z被認為是Iax超新星，是2012年被S. B. Cenko、W. Li、和A. V. Filippenko使用卡茨曼自動成像望遠鏡在1月29.15日（世界時）發現的，這是立克天文台搜尋超新星的一部分。據信，這是聯星中質量較大的主星失去大量的氫和氦並供給了伴星，而成為一顆白矮星。然後伴星變得巨大，並將白矮星吞沒。結合在一起的伴星拋出了氫殼，只留下氦的核心。反過來，白矮星從伴星像虹吸般的獲得質量，直到它變得不穩定，爆炸成為一顆超星，留下了如同殘骸的殭屍恆星。
在超新星出現之前，該區域影像，允許從之前和之後的影像來研究這顆超新星的歷程。要確認殭屍恆星的假說，在這顆超新星變暗之後，在2015年會再拍攝這個區域以作進一步的研究。發現者宣稱有99%的機會在照片中找到這顆超新星的前身，而且這並不是巧合。科學家表示，另一個假設可能是一顆30-40太陽質量的超大質量恆星被引爆了。
這個發現是天文學家數十年搜尋這種情況的一個里程碑；SN 2012Z是科學家首度能夠識別後來成為超新星的一個恆星系統
科學家相信SN 2008ha也可能是Iax超新星，但是值得關注度比SN 2012Z弱。